# 114096 Haroldbier
114096 Haroldbier este un asteroid din centura principală de asteroizi.

## Descriere
114096 Haroldbier este un asteroid din centura principală de asteroizi. A fost descoperit pe 8 noiembrie 2002 la Kingsnake de John V. McClusky. Asteroidul prezintă o orbită caracterizată de o semiaxă mare de 2,21 ua, o excentricitate de 0,17 și o înclinație de 4,2° în raport cu ecliptica.